# Ștrengarii de pe Baker Street
Ștrengarii de pe Baker Street (în engleză Baker Street Irregulars) sunt un grup de personaje literare create de Arthur Conan Doyle, care apar în unele opere literare cu Sherlock Holmes. Ei sunt mai mulți copii ai străzii de vârste diferite pe care Holmes îi folosește adesea în investigațiile sale.

## Personajele

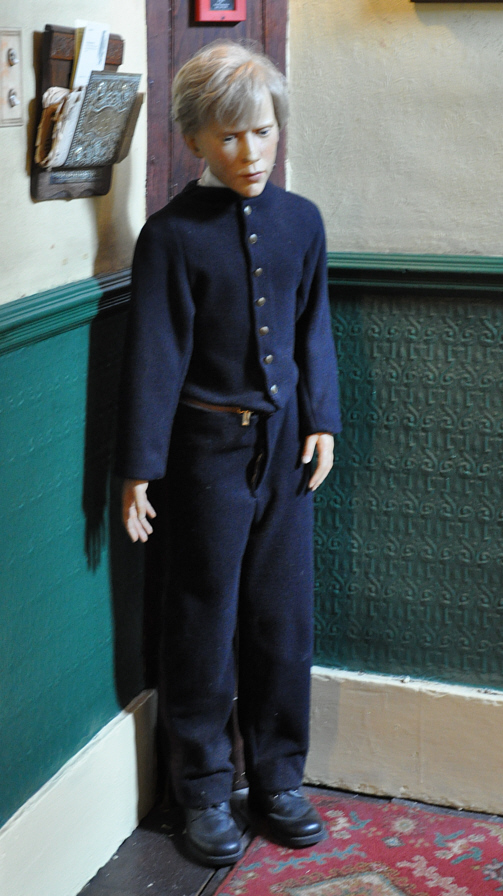
Figura unuia dintre "Ștrengarii de pe Baker Street" la Sherlock Holmes Museum din Londra

Ștrengarii sunt un grup de copii ai străzii care apar în unele romane și povestiri cu Sherlock Holmes. Ei locuiesc pe strada Baker și în împrejurimi și-l ajută pe Holmes din când în când în investigațiile sale, hoinărind prin întreaga Londră, punând întrebări și urmărind anumite persoane sau case. Șeful grupului se numește Wiggins. Holmes îi plătește cu un șiling pe zi (plus cheltuielile) și îi premiază cu o guinee de aur (valorând o liră și un șiling, adică 21 de șilingi) pentru fiecare descoperire importantă. Ei apar pentru prima dată în primul roman cu Sherlock Holmes, Un studiu în roșu (scris în 1886 și publicat în 1887). Următoarea lor apariție este în romanul următor, Semnul celor patru; unul dintre capitolele acestei cărți este intitulat The Baker Street Irregulars.
Ștrengarii de pe Baker Street apar în trei opere literare ale lui Doyle: "Un studiu în roșu", "Semnul celor patru" și "Povestea cocoșatului". 

## Posteritate

### Special Operations Executive
În perioada celui de-Al Doilea Război Mondial, prim-ministrul britanic Winston Churchill a înființat Special Operations Executive (SOE), căruia i-a dat sarcina să susțină rețelele de rezistență din Europa ocupată. Organizația avea cartierul general în 64 Baker Street, iar agenții acestui serviciu erau adesea numiți "Baker Street Irregulars", după personajele folosite de Sherlock Holmes care "pot să meargă oriunde, să vadă totul și să tragă cu urechea la oricine" și astfel să spioneze prin Londra.

### Organizații ale fanilor
În 1934, Christopher Morley, directorul editurii americane Doubleday, a fondat o asociație a fanilor detectivului britanic, denumită "Baker Street Irregulars" (BSI). Asociația are ca misiune să respecte principiile holmesiene. Ea își desfășoară toate activitățile și organizează în fiecare an, în luna ianuarie, o adunare la New York, care face parte dintr-un weekend de discuții și sărbătoriri la care participă și alte grupuri de fani ai lui Sherlock Holmes. Actualul conducător (denumit "Wiggins" în jargonul grupului) este Michael Whelan din Indianapolis, Indiana. Conducătorul este ales pe viață și își selectează succesorul. 
Printre membrii acestei organizații s-au aflat mai mulți scriitori de romane polițiste și critici literari (William S. Baring-Gould, Leslie S. Klinger, Anthony Boucher, Frederic Dannay, August Derleth, John Gardner, Richard Lancelyn Green, Howard Haycraft, Rex Stout), scriitori de science-fiction (Poul Anderson, Fletcher Pratt, Isaac Asimov, Neil Gaiman), scriitori de sport (Red Smith), matematicieni (Banesh Hoffmann), actori (Douglas Wilmer, Curtis Armstrong), ilustratori (Jean-Pierre Cagnat) sau chiar oameni politici (David F. Musto).. Printre membrii de onoare s-au aflat președinții americani Franklin Delano Roosevelt și Harry Truman. 
După propriile afirmații, BSI a fost considerat odată grupul principal de fani ai lui Sherlock Holmes din Statele Unite ale Americii. Există, de asemenea, "societăți scion", aprobate de BSI în zeci de comunități locale. (O listă a acestor societăți este menținută pe situl Sherlocktron Arhivat în 10 ianuarie 2012, la Wayback Machine..) În timp ce majoritatea societăților scion primesc noi membri, BSI nu acceptă cereri de aderare. În schimb, calitatea de membru și acordarea unui "Irregular Shilling" sunt oferite celor care și-au făcut un nume în grupurile locale sau în publicațiile sherlockiene. O listă a membrilor celebri poate fi vizualizată aici Arhivat în 5 august 2011, la Wayback Machine.. Grupul a publicat The Baker Street Journal, o revistă trimestrială nereglementată a fanilor lui Sherlock Holmes, începând din 1946.
Din cauza faptului că BSI a refuzat până în 1991 accesul femeilor, în anii '60 ai secolului al XX-lea a fost înființată asociația Adventuresses of Sherlock Holmes (ASH). Ea editează o revistă intitulată The Serpentine Muse. Membrii ASH, ca și cei ai BSI, sunt acceptați prin invitare. În ultimii ani, ambele cluburi au avut tendința de a invita aceiași membri. Ca urmare, ASH funcționează acum ca o anexă a organizației mai mari, mai degrabă decât ca un grup independent.
BSI nu oferă niciun sprijin numeroaselor sale societăți "scion" numeroase. Cu toate acestea, aceste societăți continuă să înflorească în întreaga SUA. Ele sponsorizează diverse evenimente pe tot parcursul anului și oferă deseori burse sherlockiene.

### Cultura populară referitoare la ștrengari
Seria "Wiggins" a lui Béatrice Nicodème este formată din romane polițiste pentru tineri în care Wiggins conduce investigațiile cu ajutorul lui Sherlock Holmes. Din această serie fac parte următoarele romane: "Wiggins et le perroquet muet" (1993), "Wiggins et la ligne chocolat" (1995), "Un rival pour Sherlock Holmes", "Wiggins et Sherlock contre Napoléon" (2000), "Wiggins chez les Johnnies", "Défi à Sherlock Holmes", "Wiggins et les plans de l'ingénieur" (2006) și volumul "Wiggins, apprenti détective" (2006), care conține trei romane: "Wiggins et le perroquet muet", "Wiggins et la ligne chocolat" și "Wiggins chez les Johnnies".
Ștrengarii de pe Baker Street apar ca personaje principale în patru romane publicate de Tracy Mack și Michael Citrin, Cei trei magnifici Zalinda (titlu original: Sherlock Holmes and the Baker Street Irregulars: The Fall of the Amazing Zalindas, 2006), Misterul spiritului invocat (titlu original: Sherlock Holmes and the Baker Street Irregulars: The Mystery of the Conjured Man, 2007), În căutarea lui Watson (titlu original: Sherlock Holmes and the Baker Street Irregulars: In Search of Watson, 2009) și Întâlnirea finală (titlu original: Sherlock Holmes and the Baker Street Irregulars: The Final Meeting, 2010) din seria Sherlock Holmes și ștrengarii de pe Baker Street (Sherlock Holmes and the Baker Street Irregulars). Primele trei romane au apărut în limba română în anul 2011 la Editura RAO. Wiggins este din nou șeful bandei de copii ai străzii. Alte personaje principale sunt: Ozzie, un ucenic al unui copist, Rohan, un băiat indian, Elliot, din familia unui croitor irlandez, Pilar, o fată de țigani, și micul Alfie. Ștrengarii ajută la rezolvarea morților misterioase a trei acrobați pe sârmă de la un circ.
În seria de romane La jeunesse de Sherlock Holmes ale lui Shane Peacock, o bandă de ștrengari sub ordinele lui Maléfactor dă o mână de ajutor adolescentului Sherlock Holmes în primul său caz.
Două seriale de televiziune ale BBC au dat ștrengarilor un rol de prim-plan: The Baker Street Boys (1983) și Sherlock Holmes and the Baker Street Irregulars (2007). În serialul de televiziune Sherlock a cărui acțiune se desfășoară în secolul al XXI-lea, ștrengarii sunt vagabonzi care hoinăresc prin mahalalele Londrei, mereu în numele lui Sherlock Holmes.
Ștrengarii de pe Baker Street apar în serialul de desene animate Sherlock Holmes in the 22nd Century, dar ca adolescenți, fiind un pic mai mari decât în canonul holmesian. 
Ștrengarii apar și în cărți de benzi desenate cum sunt The Irregulars a editurii Dark Horse Comics (ISBN 978-1-59307-303-9), și Les Quatre de Baker Street (ISBN 9782749304373) Serialul de benzi desenate Les Quatre de Baker Street aduce în scenă un trio de copii ai străzii ajutându-l pe Sherlock Holmes în investigațiile sale. Șeful lor nefiind Wiggins, se poate deduce că este vorba de o altă bandă de ștrengari.
În iunie 2010 s-a anunțat că urmează să fie publicate de către editura Franklin Watts, în colecția Hachette Children's Books, o serie de patru romane grafice pentru copii în primăvara anului 2011 denumite Sherlock Holmes: The Baker Street Irregulars] a căror acțiune se pterece în cei trei ani în care Sherlock Holmes a fost crezut mort, între acțiunile din  povestirileUltima problemă și Casa pustie. Cărțile sunt scrise de Tony Lee și ilustrate de artistul Dan Boultwood. 